# Balmhorn
Balmhorn (3698 m n. m.) je hora ve švýcarských Bernských Alpách, nejvyšší vrchol horského masívu Balmhorngruppe v západní části Bernských Alp.

## Geografie
Vrcholem Balmhornu prochází hranice mezi švýcarskými kantony Wallis (obec Leukerbad) a Bern (obec Kandersteg). Pod východním okrajem masívu Balmhornu se nacházejí železniční tunely Lötschberské dráhy, zajišťující spojení mezi městy Spiez v bernském kantonu a Brig v kantonu Wallis. Hřebenové partie masívu s vrcholy Balmhorn a Altels představují zároveň rozvodí mezi Severním a Středozemním mořem – na severní straně se jedná o povodí řek Kander, Aara a Rýn, jižní svahy náležejí k povodí Rhôny. Na severní straně Balmholnu se nachází ledovec Balmgletscher, na západě Schwarzgletscher a na východě Lötschgletscher. Západní a jižní svahy Balmhornu jsou součástí přírodního parku Pfyn-Finges.

## Historie

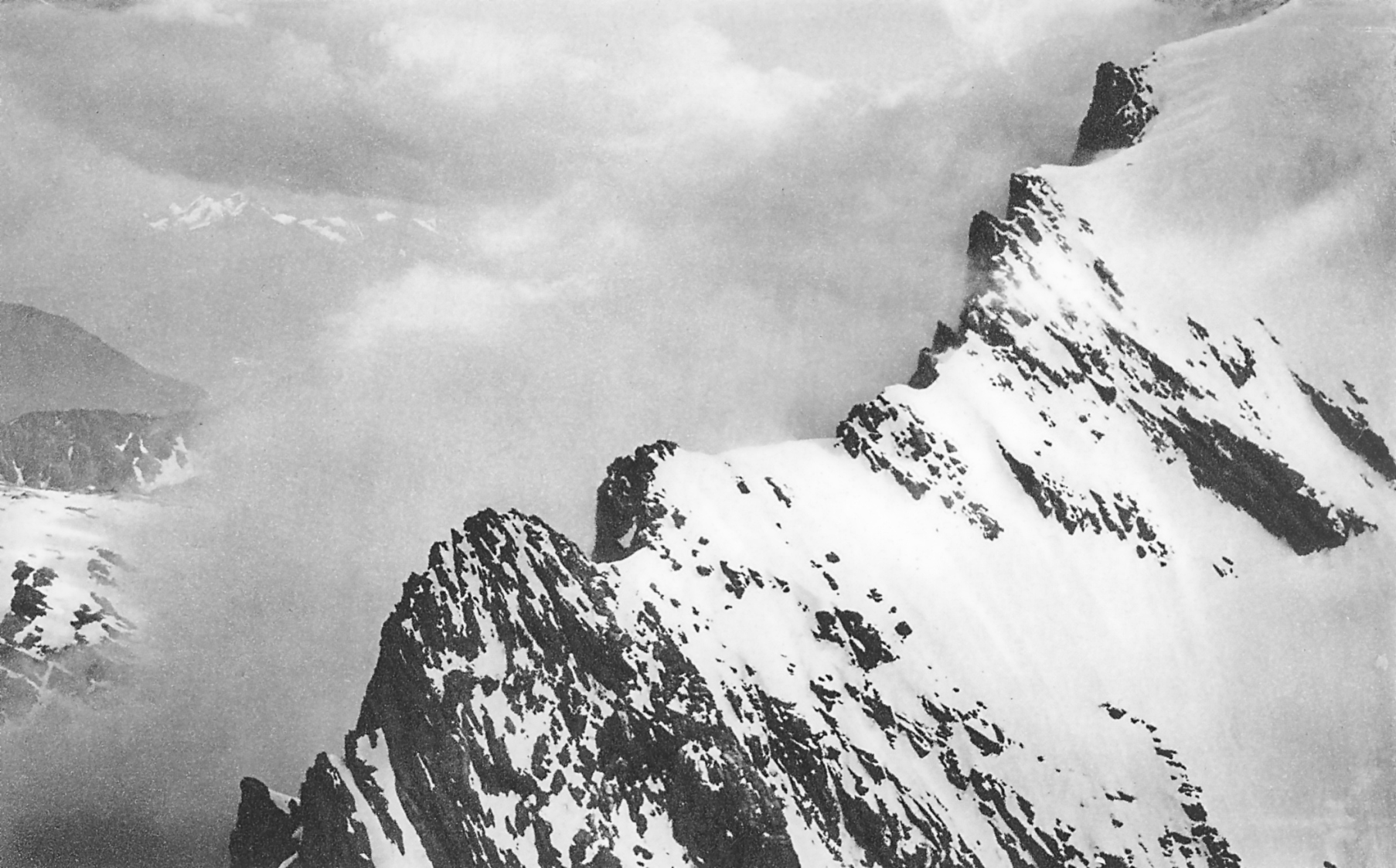
Severní hřeben Balmhornu. Fotografováno z balónu v r. 1913

Toponymum "Balm" je keltského, případně galorománského původu. Jako označení některých míst se vyskytuje na území Švýcarska a jižního Německa a znamená "chráněné místo pod skalami" či "skalní převis, který poskytuje ochranu a úkryt".
Přes průsmyk Gemmipass západně od Balmhornu vedla prastará obchodní stezka, spojující oblast Bernské vysočiny (Berner Oberland) s kantonem Wallis. V roce 1742 byl na této stezce severně od jezera Daubensee vybudován hostinec Schwarenbach, který zde zpočátku plnil funkci celnice.
S nástupem zájmu o vysokohorskou turistiku se z něj stal vyhledávaný horský hotel, který navštívila řada světoznámých osobnosti, například Alexandre Dumas, Jules Verne, Guy de Maupassant, Mark Twain, V. I. Lenin nebo Pablo Picasso.

### Horolezectví
Prvovýstup na Balmhorn si připsala na své konto britská horolezkyně Lucy Walkerová. Na vrchol vystoupila 21. července 1864 spolu se svým otcem Frankem Walkerem a bratrem Horacem Walkerem v doprovodu dvou švýcarských horských vůdců, bratranců Jakoba a Melchiora Andereggových.

## Přístup

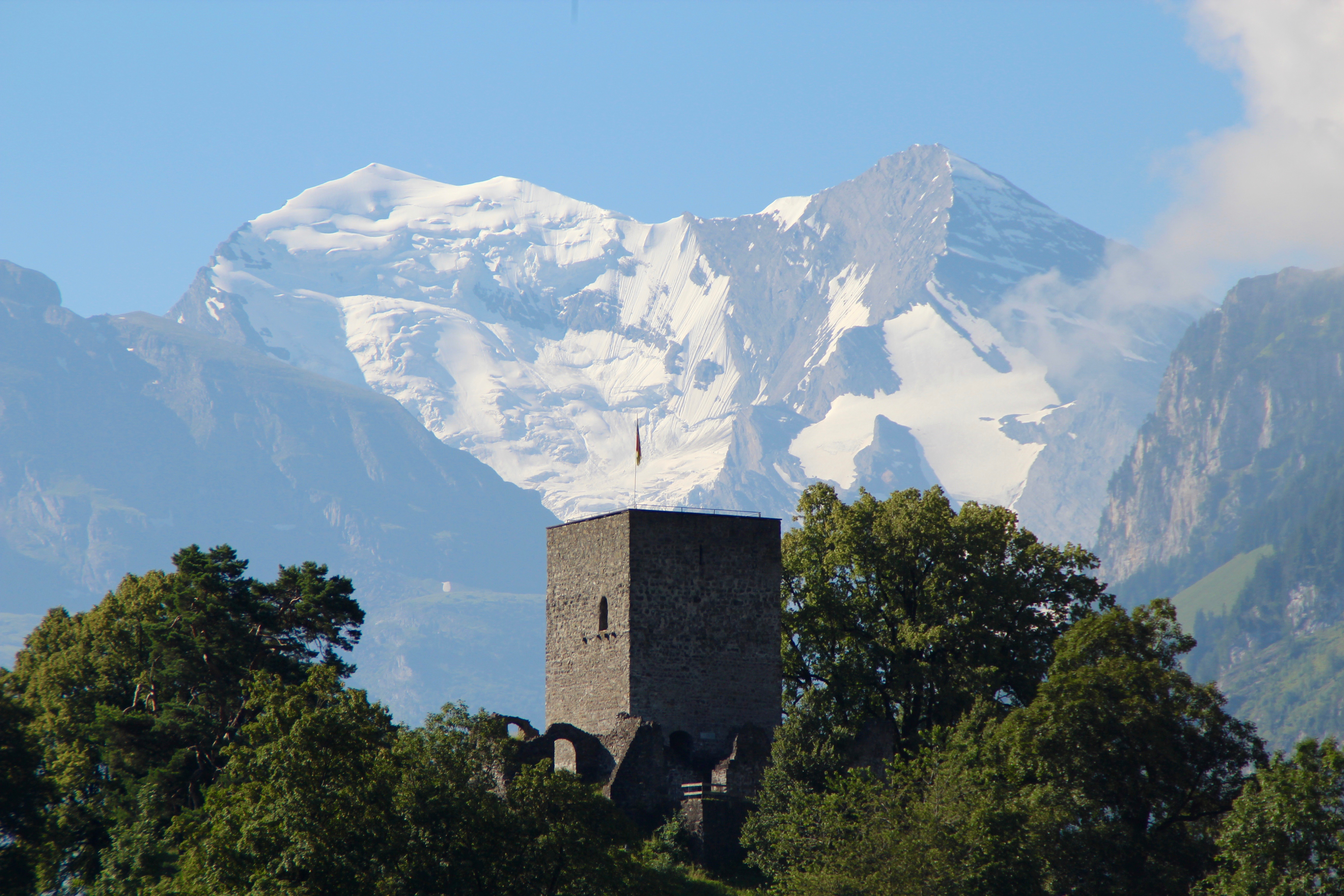
Hrad Tellenburg u Frutigenu, v pozadí vrcholy Balmhorn a Altels

Na Balmhorn je možné dojít z Kanderstegu i z Leukerbadu, kratší je jihozápadní přístupová cesta. Z Leukerbadu vede k jezeru cesta přes průsmyk Gemmipass, případně je možné k jezeru Daubensee vyjet lanovkou a pak pokračovat k horskému hotelu Schwarenbach, odkud výstup na vrchol Balmhornu přes ledovec Schwarzgletscher a hřeben Zackengrat trvá kolem pěti hodin. Jedná se o cestu, kterou v roce 1864 zvolili Walkerovi a Andereggovi. Nejstrmější cesta vede na Balmhorn ze severní strany od chaty Balmhornhütte (1955 m n. m.), poprvé ji zdolali Pierre Desaules a Edgar Seiler v červenci roku 1935. Existují ještě další dvě místy poněkud náročnější cesty, a to od severovýchodu a jihovýchodu, kde je výchozím bodem Lötchenpasshütte.